# Droga R516 (Rosja)
Droga regionalna R516 (Berlinka) (ros. дорога Р516 «Берлинка») – droga znaczenia regionalnego znajdująca się w całości w obwodzie królewieckim w Rosji. Stanowi połączenie stolicy obwodu (Królewiec) z przejściem granicznym Grzechotki-Mamonowo na granicy polsko-rosyjskiej i dalej poprzez polską drogę ekspresową S22 z Elblągiem. Fragment trasy europejskiej E28.

## Przebieg
Droga zaczyna się na granicy z Polską, gdzie jest kontynuowana jako droga krajowa nr 22. Następnie biegnie niemalże idealnie prosto na północny wschód. Pierwszy zakręt znajduje się przy miejscowości Nowoselowo, która znajduje się po północno-zachodniej stronie drogi. Pomiędzy Lasem Ilińskim a Lasem Zwonkijskim trasa skręca na wschód, zachowując jednak odchył północny. W pobliżu wsi Jabłoniewka trasa ponownie przyjmuje kierunek północno-wschodni. Tuż przed dotarciem do Królewca droga skręca na wschód i bezpośrednio przechodzi w obwodnice południową i wschodnią tego miasta.

## Historia
Droga została zbudowana jako część autostrady III Rzeszy jako odcinek o numerze RAB 3. Została wybudowana w latach 1936–1938, miała łączyć Berlin z Królewcem. W realizacji inwestycji przeszkodziła II wojna światowa. W 1945 tereny zostały przejęte przez ZSRR. Wówczas to droga na terenie obwodu królewieckiego była jednojezdniowa. Początkowo droga niszczała, gdyż nie była potrzebna. W 1992 władze rosyjskie zdecydowały się na remont i modernizacje drogi, planując między innymi budowę drugiej jezdni. W 1995 prace jednak stanęły. W 2004 trasa została wpisana na listę dróg przeznaczonych do modernizacji (Дороги России 21-го века). Od 3 grudnia 2010 działa nowe przejście graniczne Grzechotki-Mamonowo. Jego uroczyste otwarcie nastąpiło 7 grudnia 2010.